# European Journal of Political Research
European Journal of Political Research (literalment, en català, "Revista europea d'investigació política") és una revista europea d'avaluació d'experts editada en anglès sobre política comparada. És patrocinada per l'European Consortium for Political Research (ECPR) i és una de les revistes més respectades sobre la disciplina, el 2018 tenia un factor d'impacte de 3.066 i ocupava el 21è lloc (sobre 176) del rànquing de revistes sobre ciències polítiques del Journal Citation Reports. Actualment, editen la revista Isabelle Engeli (Universitat d'Exeter), Emiliano Grossman (Sciences Po / CEE) i Sofia Vasilopoulou (Universitat de York).